# 데사우로슬라우

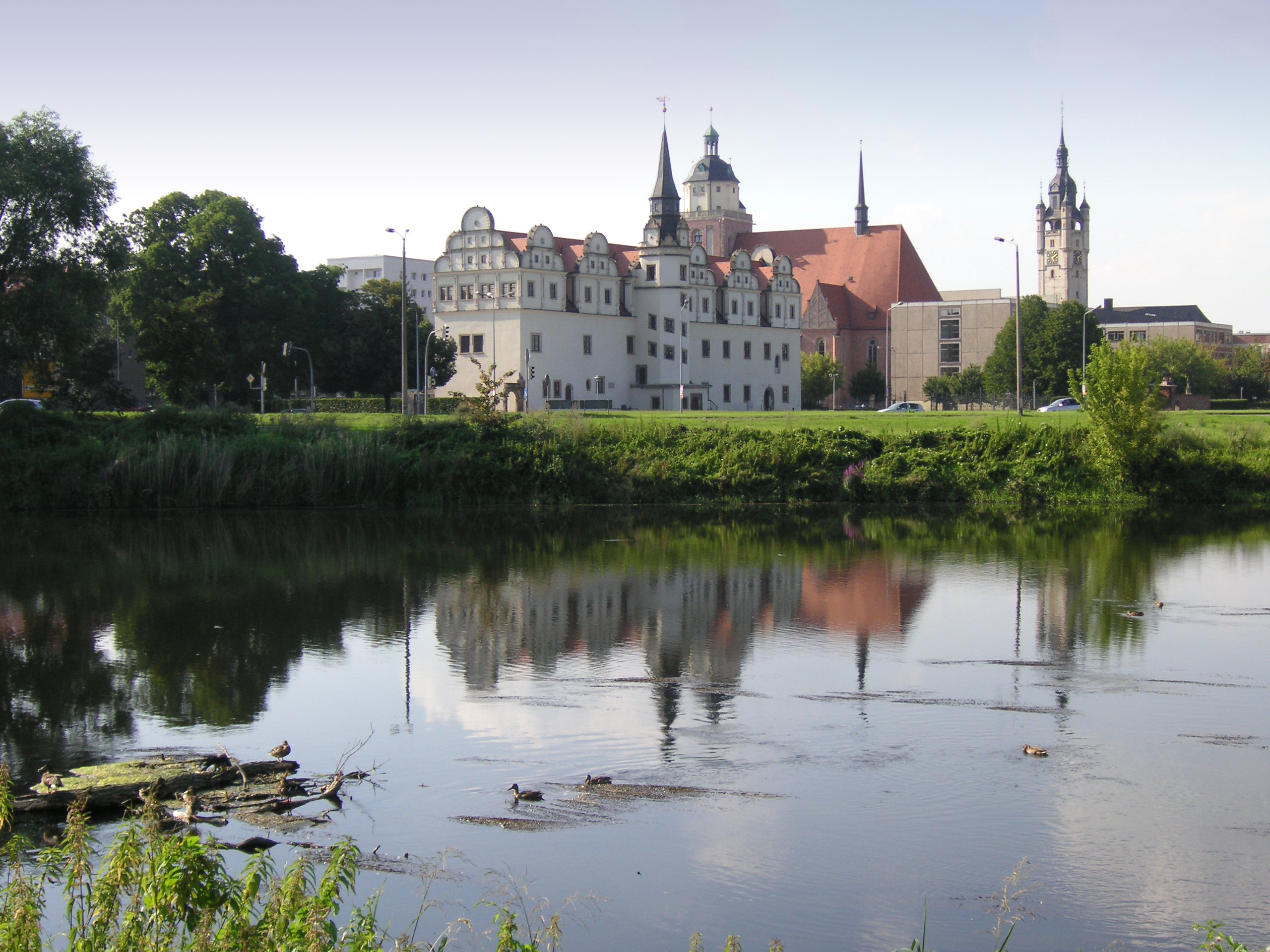
데사우-로슬라우 시의 전경

데사우로슬라우(독일어: Dessau-Roßlau)는 독일 작센안할트주의 도시 중 하나이다. 엘베강과 물데 강 사이에 위치해 있다.